# Ducula lacernulata
Ducula lacernulata là một loài chim trong họ Columbidae.